# Entephria annosatoides
Entephria annosatoides är en fjärilsart som beskrevs av V. Schultz 1937. Entephria annosatoides ingår i släktet Entephria och familjen mätare. Inga underarter finns listade i Catalogue of Life.